# Злочовський Зенон
Зенон Злочовський (12 квітня 1916, Нова Кам'янка, нині Львівський район, Львівська область — 16 грудня 1994, Філадельфія, США) — всесвітньовідомий український діаспорний композитор в царині духовної музики.

## Життєпис
Народився 12 квітня 1916 року в Новій Кам'янці в сім'ї вчителів Івана та Францішки Злочовських. У 1935 — вступив до Перемишльської греко-католицької духовної семінарії. 1939 — прийняв Тайну священства з рук перемишльського єпископа Йосафата Коциловського.
В середині 1940-х емігрував спершу в Канади, а потім — у США. У 1979 році від патріарха Йосипа Сліпого отримав грамоту на завідування парафії Церкви святого Архистратига.
Помер 16 грудня 1994 року. Похований у Філадельфії.

## Творчість
Творчий доробок Зенона Злочовського налічує 40 томів рукописів, серед яких літургії, тропарі, тріодь, мінея, похорон, антифони, причасні, світські твори, народні пісні, твори на слова Тараса Шевченка тощо. Літургії писав церковнослов'янською і українською мовами.